# Власов Олександр Сергійович
Власов Олександр Сергійович (нар. 13 серпня 1972, село Шевче́нко, Покровський район Донецька область) — український державний службовець, виконувач обов'язків Голови Державної фіскальної служби України, Радник податкової та митної справи І рангу.

## Життєпис
Народився 13 серпня 1972 року в с. Шевченко Красноармійського району Донецької області.

### Освіта
Донецьке вище військове училище інженерних військ та військ зв'язку, спеціальність — соціально-психологічна інженерних військ, кваліфікація — соціальний психолог-педагог(1993);
Національний університет державної податкової служби України спеціальність — правознавство, кваліфікація — юрист(2013);
Національна академія державного управління при Президентові України, спеціальність — управління суспільним розвитком, кваліфікація — магістр управління суспільним розвитком(2016).

### Кар'єра
- 08.1989 — 06.1993 курсант Донецького вищого військового училища інженерних військ та військ зв'язку;
- 07.1993 — 02.1995 інспектор Миколаївської митниці;
- 02.1995 — 09.1999 приватно-підприємницька діяльність;
- 09.1999 — 04.2010 служба на офіцерських посадах оперативного та начальницького складу в Службі безпеки України;
- 04.2010 — 10.2011 служба в податковій міліції органів Державної податкової служби України;
- 10.2011 — 04.2013 заступник директора департаменту державних закупівель та державного замовлення Міністерства економічного розвитку і торгівлі України;
- 04.2014 — 05.2017 служба в податковій міліції органів доходів і зборів України (перший заступник начальника Головного управління внутрішньої безпеки ДФС; начальник Головного міжрегіонального управління оперативного забезпечення зони проведення Антитерористичної операції ДФС);
- 05.2017 — 22 серпня 2019 — начальник Одеської митниці ДФС. У серпні написав заяву на звільнення[2].
- з 10.09.2018 в.о. Голови Державної фіскальної служби України.
- 15.07.2019 підписав заяву про звільнення з посади Голови Фіскальної служби України.